# Ruth Hale (alpinistka)
Ruth Hale (ur. 1900 w Anglii, zm. 6 września 1937 w Tatrach) – brytyjska alpinistka, działaczka Pinnacle Club i sekretarka Ladies’ Alpine Club.
Ruth Hale po raz pierwszy pojawiła się w Tatrach zimą 1934 roku w celu uprawiania narciarstwa wysokogórskiego. W latach 1934–1937 uprawiała już taternictwo, jej częstym towarzyszem wspinaczkowym był Witold Henryk Paryski. Podczas swojej taternickiej działalności przeszła wiele nowych dróg i wariantów. Zajmowała się także propagowaniem Tatr w ojczystej Anglii. Swoje tatrzańskie wycieczki opisała w dwóch artykułach, które opublikowane zostały w 1935 i 1936 roku.
W sierpniu 1937 r. wraz z W.H. Paryskim i L. Januszewiczem odbyli dramatyczną, ale szczęśliwie zakończoną wyprawę w masywie Ganku. Przez trzy dni, w deszczu, zimnie i bez jedzenia błąkali się po masywie Ganku zdezorientowani z powodu mgły i zmęczenia. Resztkami sił, dzięki uporowi i sile życia trafili na zachód trawersujący zachodnią ścianę Kaczej Turni i zeszli nim do Doliny Ciężkiej. Wyprawę tę opisuje Wawrzyniec Żuławski w eseju „Gdy Tatry ogarnie powódź”. Ruth Hale zginęła 6 września 1937 roku podczas wspinaczki na północno-wschodniej ścianie Cubryny. Została pochowana na Nowym Cmentarzu w Zakopanem (kw. M2-B-3).

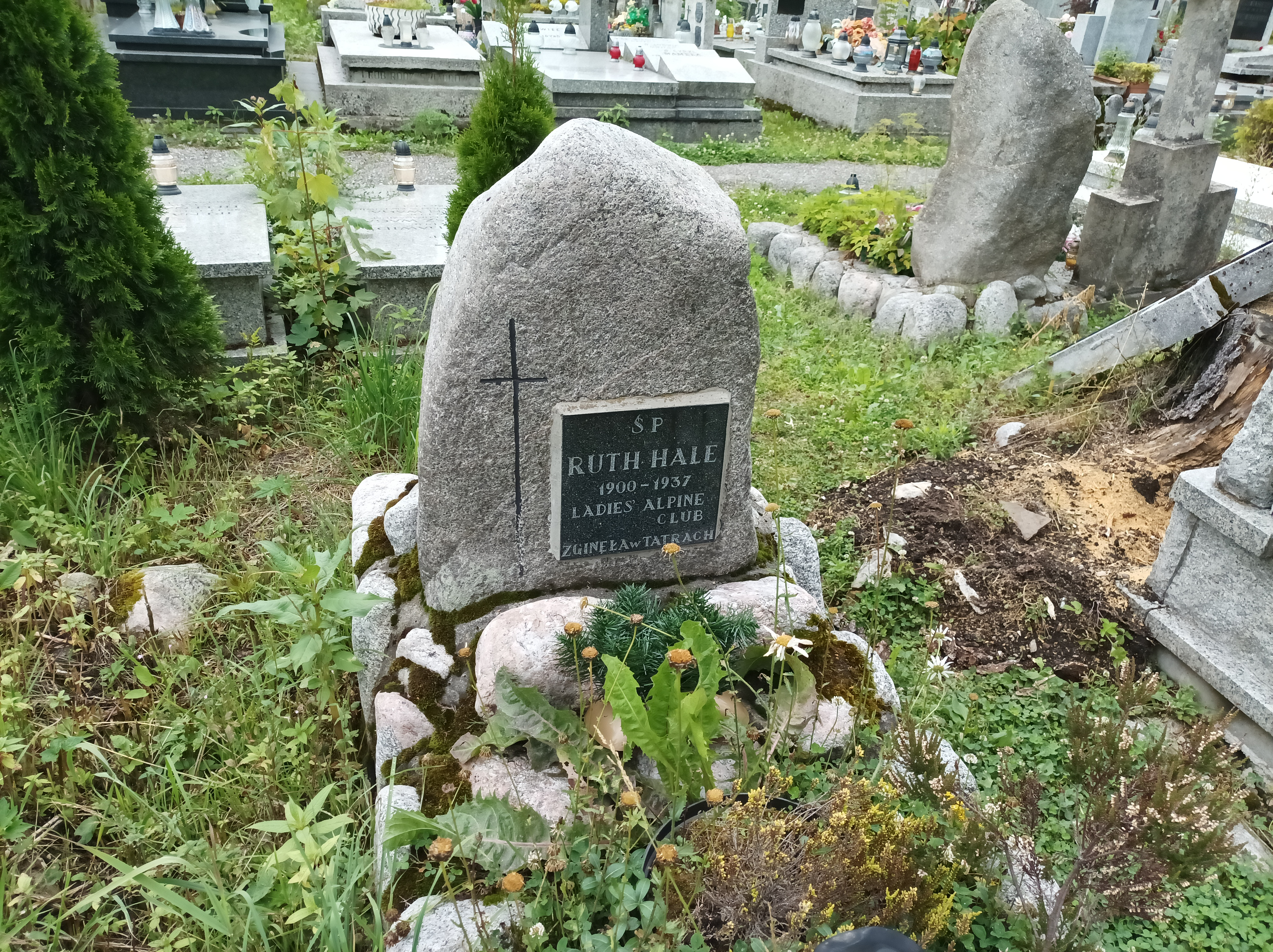
Grób Ruth Hale na Nowym Cmentarzu w Zakopanem